# پنوو-پردهرادی
پنوو-پردهرادی (به چکی: Pňov-Předhradí) یک منطقهٔ مسکونی در جمهوری چک است که در ناحیه کولین واقع شده‌است.